# Giovanni da Piamonte

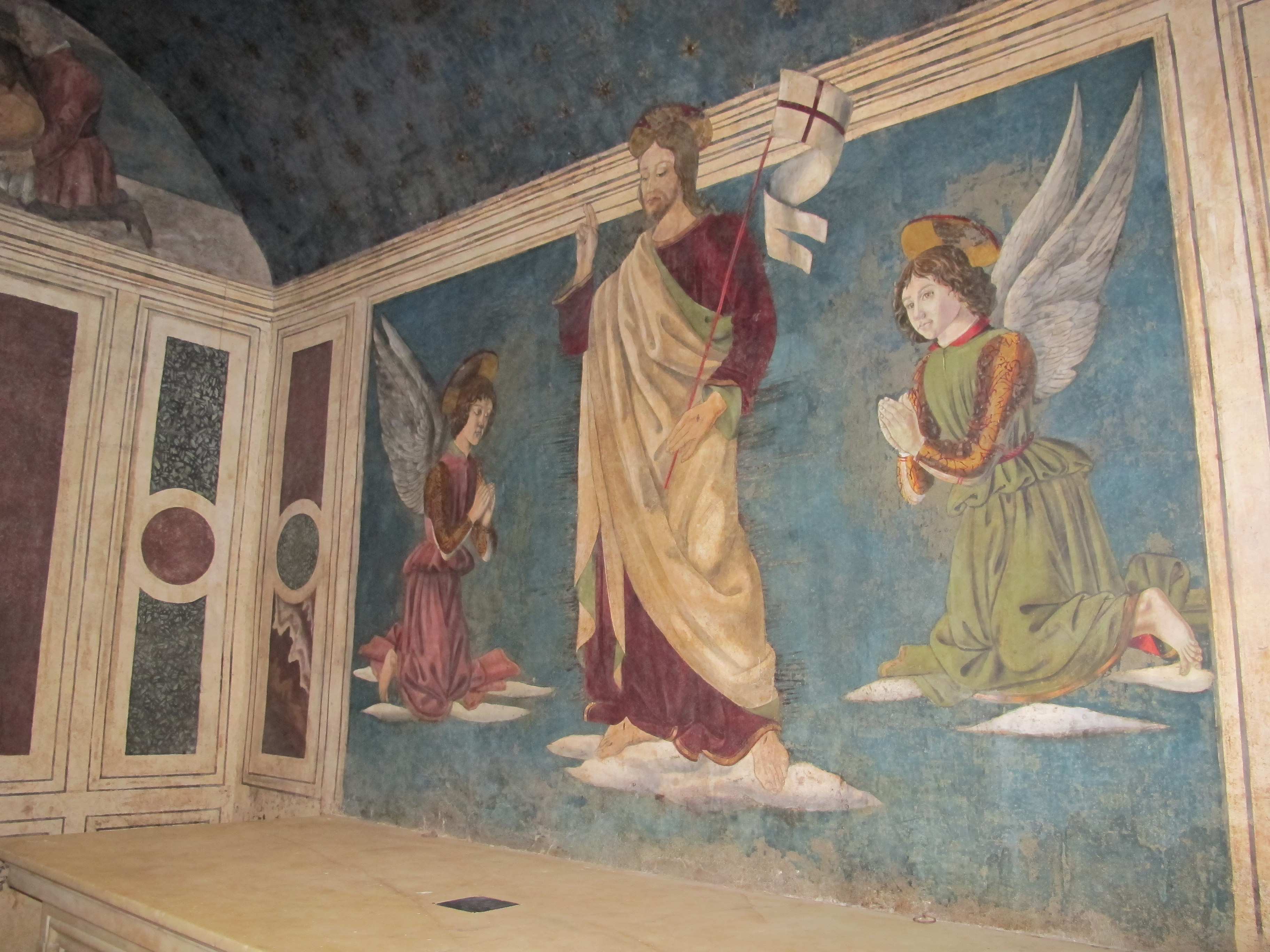
Tempietto del Santo Sepolcro, Chiesa di San Pancrazio (Firenze)

Giovanni da Piamonte (Moncalieri, ... – ...; fl. XV secolo) è stato un pittore italiano attivo in Toscana nel XV secolo.

## Biografia
Per lungo tempo non sono stati noti né luogo né data di nascita, ma dato il cognome si presumeva che fosse nato a Piamonte nei pressi dell'attuale Pontassieve in provincia di Firenze, dal momento che la maggior parte delle sue opere si trova in Toscana e in Umbria. Il ritrovamento di un documento nell'Archivio di Stato di Firenze ha permesso di conoscere il suo luogo di origine e altre informazioni sulla prima parte della sua vita: il 17 maggio 1443, a Sansepolcro, Francesco del fu Matteo di Giovanni «Cassani», maggiore di 17 anni e minore di 20, vende a maestro Giovanni «Tomassi Viglanom de Moncaler de Piamonte», abitante a Sansepolcro e a sua moglie Agostina una casa sita nel Borgo, nella parrocchia della pieve, nella contrada di San Bartolomeo, al prezzo di 40 fiorini. Il documento individua il luogo di origine in Moncalieri; inoltre, Giovanni doveva essere già adulto nel 1443, dal momento che è sposato. Il suo trasferimento a Sansepolcro è da mettere in relazione con la collaborazione con Piero della Francesca, ma il titolo di «magister» con cui viene qualificato nel 1443 fa pensare a un apprendistato già compiuto.
Ai fini della conoscenza dell'artista rimane basilare lo studio di Roberto Longhi che ne inquadrò l'opera nell'ambito della Storia dell'Arte, con riferimenti al «Dott. Berenson» e al «Prof. Salmi»,  servendosi in particolare della raccolta di disegni al Gabinetto dei disegni e delle stampe degli Uffizi 
La sua prima opera certa è una Vergine con Bambino del 1456, realizzata per la chiesa di Santa Maria delle Grazie a Città di Castello, dove tuttora si conserva ed è venerata come patrona della città e della diocesi. Si tratta anche della sola opera firmata e datata dal pittore, nella quale sono rappresentati i santi Florido e Filippo Benizi rispettivamente alla destra e alla sinistra della Vergine, raffigurata seduta in trono.
Qualche sua traccia e accostamento si trova in alcune cronache riguardanti Piero della Francesca, durante il suo soggiorno ad Arezzo, dove Giovanni viene spesso citato come suo collaboratore-allievo. Alcuni storici dell'arte lo accreditano di aver collaborato alla realizzazione del grande affresco che Piero realizzò nella Basilica di San Francesco ad Arezzo intorno alla metà del XV secolo, ed in particolare di Tortura dell'ebreo, Sollevamento del legno della Croce e Adorazione del sacro legno e incontro tra Salomone e la Regina di Saba.
Un altro affresco a lui attribuito si trova nel Tempietto del Santo Sepolcro sito in una cappella della Chiesa di San Pancrazio a Firenze.
La chiesa di Santa Maria del Carmine, sita nella frazione Morrocco di Tavarnelle Val di Pesa, contiene un altro affresco a lui attribuito. In ogni caso la maggior parte degli affreschi che potrebbero essere a lui attribuiti si trovano a Città di Castello dove dovette operare in prevalenza.

## Galleria d'immagini

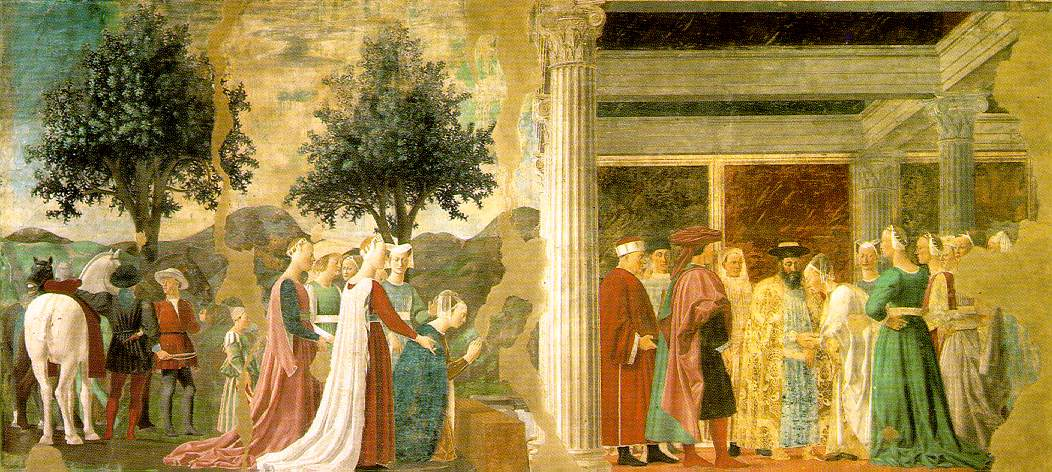
Adorazione del sacro legno e incontro tra Salomone e la Regina di Saba, Basilica di San Francesco, Arezzo
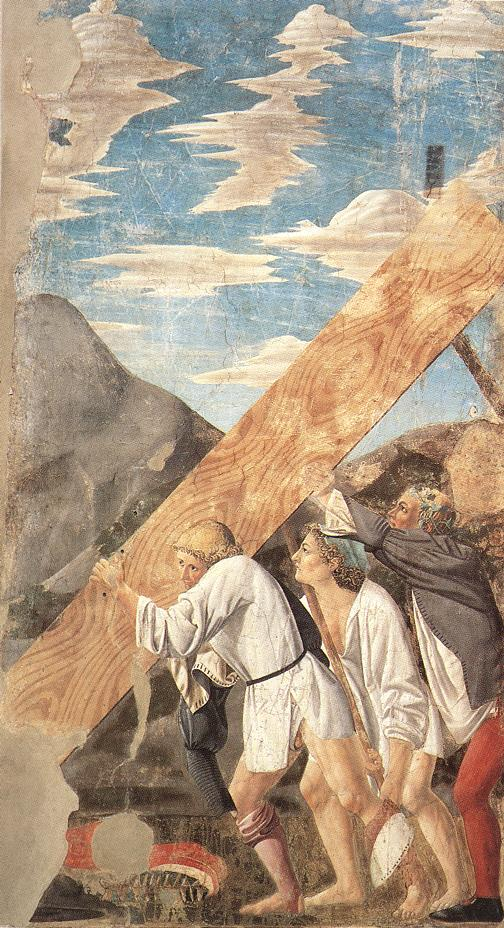
Sollevamento del legno della Croce, Basilica di San Francesco, Arezzo
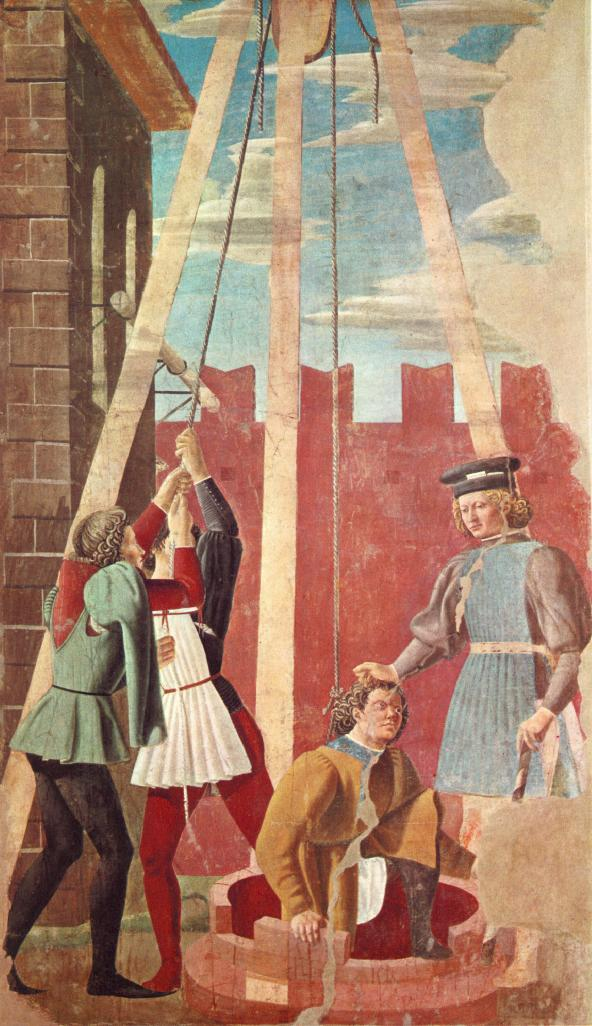
Tortura dell'ebreo, Basilica di San Francesco, Arezzo